# Bandera de l'Alta Silèsia

Versió de la bandera amb l'escut.

La bandera de l'Alta Silèsia serveix com a símbol de la regió històrica i geogràfica de l'Alta Silèsia, i com un dels símbols del poble de Silèsia, està dividida horitzontalment en dues franges, groga a la part superior i blava a la part inferior. Es va originar com a bandera de la província d'Alta Silèsia adoptada l'any 1920, prenent els colors de l'escut de l'Alta Silèsia. La bandera també és un símbol popular utilitzat per l'Assemblea Autonomista de Silèsia.

## Disseny
Es tracta d'un rectangle dividit horitzontalment en dues franges, sent groga la superior i blava la inferior. La relació d'aspecte de la seva alçada a la seva amplada és igual a 2:3. També s'utilitza la versió que carrega l'escut d'armes de l'Alta Silèsia al centre. Aquest escut està format per una àguila groga sobre un camp blau.

## Història

Proposta de la Unió d'Alta Silèsia (1920-1924)

La província de l'Alta Silèsia va adoptar la bandera el 1920, un rectangle de groc i blau, traient els colors de l'escut de l'Alta Silèsia. Va ser utilitzada fins al 1935, quan el Tercer Reich va prohibir a les seves províncies onejar banderes pròpies, ordenant-los que les substituïssin per la bandera nacional.
El 23 d'abril de 1920, la Unió d'Alta Silèsia, un moviment independentista de l'Alta Silèsia, va proposar un disseny de bandera del potencial estat independent de l'Alta Silèsia. La bandera es dividia horitzontalment en tres franges d'igual amplada de colors negre, blanc i groc. El moviment va estar actiu fins al 1924.
Actualment, la bandera groga i blava s'utilitza com un dels símbols del poble de Silèsia, especialment dels que viuen a l'Alta Silèsia. La bandera també és un símbol utilitzat per l'Assemblea Autonomista de Silèsia, un moviment establert el 2001 i que recolza l'autonomia de Silèsia dins Polònia.

## Banderes derivades

### Voivodat d'Opole
El 21 de desembre de 2004, el voivodat d'Opole va adoptar una bandera basada en la de l'Alta Silèsia. La bandera civil del voivodat està formada per dues franges horitzontals, groga la superior i blava la inferior, sent la superior el doble d'amplada que la inferior. La bandera d'estat carrega l'escut d'armes del voivodat al quarter, format per un escut d'estil francès antic amb una àliga groga sobre un camp blau. Totes dues tenen unes proporcions de 5:8 i foren dissenyades per Michał Marciniak-Kożuchowski.

Bandera civil del voivodat d'Opole.
Bandera d'estat del voivodat d'Opole.

### Voivodat de Silèsia
L'11 de juny de 2001, el voivodat de Silèsia va adoptar la bandera civil i estatal basades també en els colors groc i blau de l'escut de l'Alta Silèsia. La bandera civil està formada per tres franges horitzontals de colors blau, groc, blau; sent la superior i la inferior el doble d'amples que la del mig (la proporció és de 2⁄5 cadascuna, mentre que la franja groga és d'1⁄5). La bandera d'estat està formada per un camp blau carregat per una àliga groga tret de l'escut d'armes del voivodat. Totes dues tenen unes proporcions de 5:8 i foren dissenyades per Barbara Widłak.
Des de 2011, cada 15 de juliol el voivodat de Silèsia celebra el Dia de la Bandera de Silèsia.

Bandera civil del voivodat de Silèsia.
Bandera d'estat del voivodat de Silèsia.